# Ōhara Magosaburō

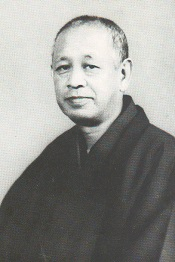
Ōhara Magosaburō

Ōhara Magosaburō (japanisch 大原 孫三郎; geb. 28. Juli 1880 in Kurashiki (Präfektur Okayama); gest. 18. Januar 1943) war ein japanischer Unternehmer, Philanthrop, Kunstsammler und Gründer des Ōhara-Kunstmuseums.

## Leben und Werk
Ōhara Magosaburō studierte an der „Tōkyō Semmon Gakkō“ (東京専門学校), der Vorläufereinrichtung der Universität Waseda. Er übernahm dann 1906 das Unternehmen seines Vaters, die „Kurashiki Spinnerei“ (倉敷紡績株式会社, Kurashiki Bōseki kabushiki kaisha, abgekürzt „Kurabō“) und baute dazu die „Kurashiki Seidenweberei AG“ (倉敷絹織株式会社, Kurashiki kinu-ori kabushiki kaisha, die „Kurashiki Wollweberei AG“ (倉敷毛織株式会社, Kurashiki ke-ori kabushiki kaisha), das Ōhara-Kunstmuseum und die Chūgoku-Bank (中国銀行) auf.
Ōhara glaubte daran, dass für eine gute Betriebsführung notwendig sei, die Wohlfahrt der Arbeiter zu fördern. Unter seinen vielen Beiträgen zu dieser Idee finden sich das von dem Sozialwissenschaftler Takano Iwasaburō (1871–1949) geleitete „Ōhara Institute for Social Problems Research“, das Ōhara-Kunstmuseum, eine Bibliothek und ein Krankenhaus. 
Das Ohara Institute of Social Problems Research erhielt zwischen 1920 und 1949 die Unterstützung vieler Wissenschaftler, gab regelmäßig Veröffentlichungen heraus und trug wesentlich zum Fortschritt in den Sozialwissenschaften in Japan bei. – Das Institut ist jetzt der Universität Hōsei (法政大学) in Tokio angegliedert.